# شیمرز
شیمرز (انگلیسی: Chemrez) شرکت صنایع شیمیایی فیلیپینی است، که در سال ۱۹۸۹ تأسیس شد.